# Gracillaria
Gracillaria (лат.) — род чешуекрылых из семейства молей-пестрянок (Gracillariidae), насчитывающий девять видов.

## Описание
Цвет передних крыльев может быть от белой до черновато-бурой с косыми полосами различной окраски. Эдеагус трубковидный, заострённый, равен по длиннее вальвам или немного длиннее их. Гусеницы питаются листьями растений семейства маслиновые.

## Хозяйственное значение
Сиреневая моль-пестрянка являются опасным вредителем сирени в зелёных насаждениях городов.

## Классификация
Многие виды, первоначально описанные в роде Gracillaria, сейчас относятся к роду Caloptilia. Эти два рода отличаются особенностями строения копулятивного аппарата самцов и самок, а также расположением щетинок на теле личинок.
- Gracillaria albicapitata Issiki, 1930
- Gracillaria arsenievi (Ermolaev, 1977)
- Gracillaria chalcanthes (Meyrick, 1894)
- Gracillaria japonica Kumata, 1982
- Gracillaria loriolella Frey, 1881
- Gracillaria syringella (Fabricius, 1794) — Сиреневая моль-пестрянкаtypus
- Gracillaria toubkalella De Prins, 1985
- Gracillaria ussuriella (Ermolaev, 1977)
- Gracillaria verina Clarke, 1971

## Распространение
В Палеарктике встречается 7 видов, один из которых известен из Северной Африки (Марокко). Вид Gracillaria chalcanthes обнаружен в Мьянме. Вид Gracillaria verina описан с острова Пасхи.